# رود یوری
رود یوری (به لاتین: Yōrō River) یک رود در ژاپن است که 	۷۳٫۴ کیلومتر است.